# Seldwylai emberek

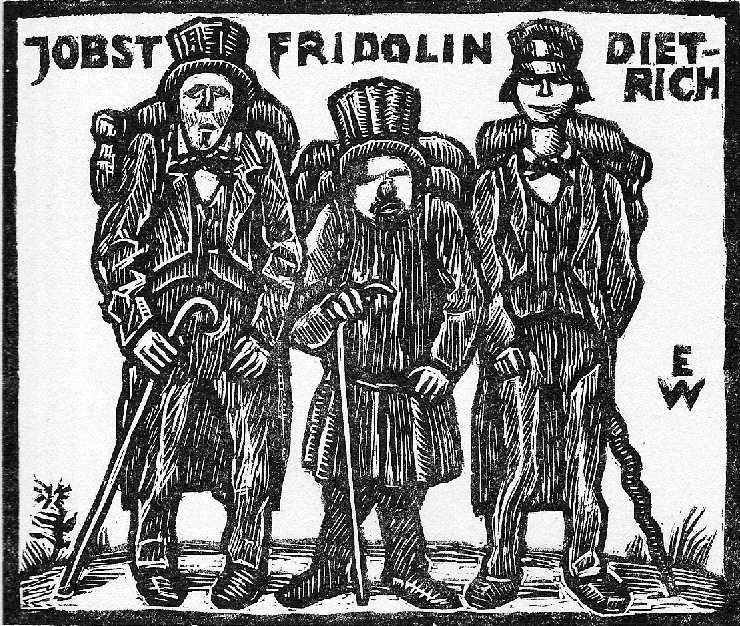
Ernst Würtenberger illusztrációja a Három igazságos fésűslegény-hez (1918)

A Seldwylai emberek Gottfried Keller kétrészes elbeszélésciklusa, amelynek első része 1856-ban, a teljes ciklus pedig 1873–75 között jelent meg. A kitalált svájci városban, Seldwylában játszódó történetek a Shakespeare tragédiáján alapuló Falusi Rómeó és Júlia kivételével ironikus hangvételűek. A kötet kiemelkedő jelentőségű a 19. század német elbeszélései között; egyes elbeszélései a német nyelvű irodalom legolvasottabb darabjai közé tartoznak. A Die Zeit hatvanadik éves irodalmi mellékletében az ötven legjellemzőbb német mű között szerepel.
Babits Mihály – aki egy 1918-as ankét során azon könyvek közé sorolta a Seldwylai emberek-et, amelyek nemcsak gondolkozására, hanem érzésére, életére hatottak – így méltatta a kötetet: „Csodálatos, hogy Keller, akit életírói rideg, magányos, tüskés embernek festenek, egy mogorva hivatalnok típusának, az igaz emberi emóció milyen kincses tartalékát oldotta föl ezekben a novellákban. A tragikus életérzés azonban átsötétlik az elragadó kedély és kacagtató komikum legfényesebb színjátékain is. [...] A nevetés és sírás könnyei itt is egymásba folynak, mint Dickensnél.”

## Keletkezése
A novellasorozat gondolata már berlini korszakában, A zöld Henrik című regény írása közben foglalkoztatta Kellert, de egy sort sem vetett belőle papírra, mivel megígérte kiadójának, Eduard Viewegnek, hogy a regény befejezéséig nem foglalkozik egyébbel. 1851. július 15-i levele szerint „kigondoltam egy derűs elbeszéléseket tartalmazó kötetecskét, amelyet idén ősszel fogok megírni e búbánatos berlini időszakból való felüdülésképpen.” A sorozat első része 1856-ban, az író Zürichbe visszatérése után jelent meg. A második rész jóval később, 1874-ben látott napvilágot; az ehhez írott előszóban Keller közli, hogy figyelemmel kísérte az időközben végbement társadalmi-gazdasági változásokat.

## Tartalma

### I. kötet
- Bevezetés
- A duzzogó Pongrác (Pankraz, der Schmoller)
- Falusi Rómeó és Júlia / Schöpflin fordításában Romeo és Júlia falun címmel (Romeo und Julia auf dem Dorfe)
- Amrain Regula asszony és legifjabb fia (Frau Regel Amrain und ihr Jüngster)
- Három igazságos fésűslegény (Die drei gerechten Kammacher)
- Tükör, a cica (Spiegel, das Kätzchen)

### II. kötet
- Bevezetés
- Ruha teszi az embert (Kleider machen Leute)
- Saját szerencséjének kovácsa (Der Schmied seines Glückes)
- A kárbaveszett szerelmes levelek (Die mißbrauchten Liebesbriefe)
- Diethegen (Dietegen)
- (Das verlorne Lachen)

## Fogadtatása
Jóllehet a Seldwylai emberek utóbb Keller legismertebb művévé vált, az első kötet megjelenésekor nem keltett nagy visszhangot; a sajtóban megjelent kritikák csak felületesen foglalkoztak vele, csak az író csodálóinak magánlevelezésében jelent meg a mű valódi méltatása. Tipikusnak tekinthetők ebben az értelemben a Der Augsburger Zeitung-ban és az Unterhaltungen am häuslichen Herd-ben megjelent írások: az egyik könnyű nyári olvasmányként aposztrofálja a novellákat, a másik szerint a szerző kényelmessége és apátiája megakadályozzák a szatíra kibontakozását.

## Magyar kiadásai
A Budapesti Szemlében már 1890 januárjában megjelent a kötet egyik elbeszélése Szerelmes levelet hiába ne írj címmel. 1914-ben az Athenaeum megjelentette Ruha teszi az embert című elbeszélést Ormos Ede fordításában; ugyanezt a művet a Tolnai is kiadta. 1917-ben a Tevan kiadó Tevan Könyvtár sorozatában látott napvilágot a Tükör, a cica Hevesi Sándor fordításában. 1920-ban az Athenaeum a Modern Könyvtár sorozatban regényként aposztrofálva adta ki a Pankrác, a duzzogó című elbeszélést. 1956-ban a Szépirodalmi Könyvkiadó Olcsó Könyvtár sorozatában adták ki a Falusi Romeó és Júlia és más elbeszélések című válogatást. 1957-ben a Magvető Könyvkiadó gondozásában jelent meg a Tükör, a cica, Szabó Lőrinc fordításában.
A teljes elbeszélésciklus magyar kiadásai a MOKKA adatbázis szerint
- Seldwylai emberek, 1-2.; ford., bev. Schöpflin Aladár; Franklin, Bp., 1930
- Budapest: Franklin Társulat. [1941-1942 körül]. Fordító: Schöpflin Aladár (A regényírás mesterei)
- A hét igazak zászlaja. Válogatás a Die Leute von Seldwyla és a Züricher Novellen c. kötetekből. Elbeszélések; ford. Ottlik Géza, Thurzó Gábor, bev. Sőtér István; Franklin, Bp., 1950
- Budapest: Európa. 1963. Ford. Jánosy István, Lányi Viktor et al.
- A seldwylai emberek. Elbeszélések; ford. Jánosy István et al.; in: Gottfried Keller művei, 3.; bev. Sőtér István; Európa, bp., 1963
- Bukarest: Kriterion. 1974 (Horizont könyvek)

## Feldolgozásai
Az egyes elbeszélések közül valószínűleg a Falusi Rómeó és Júlia szolgál a legtöbb feldolgozás alapjául. A Keller-művekhez kapcsolódó tizenkilenc film illetve TV-film közül hatnak ez a szerelmi történet szolgált az alapjául. 1901-ben operát írt belőle Frederick Delius, amelyet 1907-ben Berlinben mutattak be. Három opera is készült A ruha teszi az embert nyomán (Alexander von Zemlinsky, 1907-22; Joseph Suder, 1926-34; Marcel Rubin 1966-69). 1956-ban mutatták be Münchenben Paul Burkhard operáját, amely a Tükör, a cica című elbeszélés nyomán íródott.